# Neoharmonia
Neoarmonia es un género de escarabajos de la familia Coccinellidae.

## Sistemática
El género Neoharmonia fue creado en 1871 por el entomólogo británico George Robert Crotch (1842-1874).
Lista de especies
- Neoharmonia venusta (Melsheimer, 1847)
- Neoharmonia venusta ampla (Mulsant, 1850)
- Neoharmonia venusta venusta (Melsheimer, 1847)
- Neoharmonia erythroptera (Mulsant, 1850)